# Arrow-Debreu-model
Het Arrow-Debreu-model (ook wel het Arrow-Debreu-McKenzie model) in de wiskundige economie stelt dat er onder bepaalde economische aannames (convexe voorkeuren, perfecte concurrentie en vraagonafhankelijkheid) een verzameling van prijzen moet bestaan, zodanig dat voor elk goed in een economie het totale aanbod gelijk zal zijn aan de totale vraag.

## Voetnoten
1. ↑  Arrow, K. J., Debreu, G. (1954). Existence of an equilibrium for a competitive economy. Econometrica 22: 265–290.